# 효자 임수준 정려
효자 임수준 정려(孝子 林秀俊 旌閭)는 세종특별자치시 세종동에 있는 정려이다. 2014년 9월 30일 세종특별자치시의 향토문화유산 제14호로 지정되었다.

## 개요
효자 임수준 정려(孝子 林秀俊 旌閭)는 조선시대 효자 임수준(林秀俊, 1810~1875)의 효행을 세상에 널리 알려 칭찬하고 기억하기 위해 나라에서 하사한 명정(銘旌)을 비석(碑石)으로 만든 후 내부에 세워놓은 정문(旌門)이다.
임수준은 고려가 망하자 연기(현재 세종특별자치시)지역으로 내려와 불사이군(不事二君)의 충절을 지켰던 임난수(林蘭秀, 1342~1407)의 후손으로, 자(字)는 사민(士民), 호(號)는 소재(素齋)이다. 6세 때 아버지가 돌아가시자 3년간 상복을 입고 죽으로 끼니를 때웠으며, 어머니가 병이 들자 한 겨울에도 약초를 찾기 위해 계룡산에 직접 올라갔다가 그의 효심에 감동한 산신령의 도움으로 어머니의 병을 고쳤고 돌아가신 후에는 매일 묘를 찾아 돌보았다고 한다. 1866년(고종 3)에는 병인양요(丙寅洋擾)가 발발하고 극심한 가뭄이 이어지자 가산을 털어 쌀 100가마를 이웃에게 나누어 준 일화도 있다.
임수준의 효행에 대해 지역의 유림(儒林)들이 글을 올려 1884년(고종 21)에 통훈대부 사헌부감찰(通訓大夫 司憲府監察)의 관직을 받고 1904년(고종 41)에 명정을 받고 정문(旌門)이 세워졌다. 정면에는 '孝子門(효자문)'이라는 현판이 걸려있으며, 내부에는 '孝子 贈通訓大夫司憲府監察林秀俊之閭(효자 증통정대부사헌부감찰임수준지려)'라 새겨져 있는 정려비(旌閭碑)가 있다.